# Kid Dracula
Kid Dracula (悪魔城すぺしゃる ぼくドラキュラくん Akumajō Special: Boku Dracula-kun?, lit. "Demon Castle Special: Kid Dracula") es un videojuego de plataformas creado por Konami y concebido como un spin-off de la serie Castlevania. El juego, que tiene una ambientación gótica y estilo cómico con personajes super deformed, fue publicado en primera instancia para Famicom en 1990, sin editarse fuera de Japón. En 1993, Konami publicó una versión para Game Boy que sí fue editada en occidente, siendo reeditado en 2000 para el cartucho grabable Nintendo Power. Dicha versión es a la vez un remake y una continuación de la versión de Famicom. También se creó una versión para teléfonos móviles en 2006.

## Argumento
El autoproclamado Príncipe Demonio, Kid Dracula, ha despertado de un largo sueño para descubrir que la malvada criatura Garamoth, parecida a un dinosaurio, le ha desafiado. Kid Dracula decide acabar con Garamoth.

## Desarrollo
El nombre japonés de la serie Castlevania es Akumajō Dracula (lit. "Devil's Castle Dracula"), que también es el nombre usado en la mayoría de spin-offs de Castlevania en Japón, reforzando la relación con la serie original.

## Cameos
- Kid Dracula apareció como un ítem secreto en el videojuego The Legend of the Mystical Ninja para SNES y Game Boy Advance.

- Kid Dracula apareció en la manga Famicom 4-Panel-Comic Kingdom Vol.2.

- Kid Dracula también hizo aparición, como personaje seleccionable, en la versión para SNES de Gokujō Parodius.

- En las versiones para PlayStation y Sega Saturn de la secuela del anterior título, llamada Jikkyō Oshaberi Parodius: forever with me, Kid Dracula es un personaje oculto seleccionable.

- Kid Dracula aparece en el medal game de Wai Wai Poker, Wai Wai Bingo y Wai Wai Jockey.

- Kid Dracula hizo un cameo en Wai Wai Arcade en el juego interactivo TwinBee PARADISE in Donburishima.

- Además, el antagonista principal de Kid Dracula, Garamoth, posteriormente aparecería como jefe en Castlevania: Symphony of the Night. En Symphony, dejó de lado el aspecto de dibujos animados y fue denominado Galamoth (debido a la ambigüedad de las transcripciones desde el japonés), haciendo aparición hacia la parte más alta del castillo invertido.

- Además, Galamoth reaparece en Castlevania: Aria of Sorrow para Game Boy Advance como un alma utilizada por el protagonista Soma Cruz para contrarrestar los efectos de la magia que detiene el tiempo de la criatura Chronomage.

- La relación de Galamoth con el tiempo, así como su conflicto con Dracula se amplía en Castlevania Judgment, donde envía una criatura conocida como Time Reaper para destruir a su rival.

- Kid Dracula aparece como un flotador hinchable en New International Track & Field para Nintendo DS.

- Kid Dracula aparece como un imagen lógico en el videojuego Pixel Puzzle Collection para iOS y Android.

- Kid Dracula aparece como una sombra en el escenario del Castillo de Dracula en Super Smash Bros. Ultimate para Nintendo Switch. También aparece como espíritu.

## Curiosidades
Kid Dracula fue el título protagonista del episodio #62 de GameCenter CX, conocido como "Retro Game Master" fuera de Japón.